# Islam Dizdari
Islam Dizdari (ur. 15 października 1934 w Szkodrze, zm. 10 kwietnia 2018) – albański nauczyciel, albanista i publicysta.

## Życiorys
W 1952 roku ukończył w Szkodrze szkołę Shejnaze Juka, następnie studiował albanistykę na Uniwersytecie Tirańskim, po której ukończeniu pracował jako nauczyciel w szkołach 7 Nëntori oraz Xheladin Fishta, których był następnie wicedyrektorem. W latach 1961–1972 pełnił funkcję dyrektora Instytutu Pedagogicznego w Szkodrze, którego był także wieloletnim członkiem Rady Naukowej, pełnił również funkcję sekretarza Buletini shkencor i ILP – organu tegoż instytutu.
W latach 1984–1987 pracował w szkole Shejnaze Juka, a w latach 1991–1995 pracował jako wykładowca Uniwersytetu w Szkodrze, jednocześnie pełnił w medresie Haxhi Sheh Shamia funkcję dyrektora w latach 1995–1999 oraz wicedyrektora jej żeńskiej sekcji w latach 2004–2005.
Zmarł dnia 10 kwietnia 2018 roku.

## Wybrane prace naukowe oraz podręczniki[1]
- Puna me ortografinë në shkollën fillore (1967)
- Këndimi dhe leximi në CU (1973)
- Gjuha shqipe (1973)
- Gjuha shqipe 2 (1986)
- Pedagogjia për shkollat e larta (1985; tom I)
- Pedagogjia për shkollat e larta (1986; tom II)
- Metodika e gjuhës shqipe, Kl. I-IV të shkollës 8-vjeçare (1987)
- Historia e arsimit në rrethin e Shkodrës (1988)
- Një jetë në shërbim të fesë (1996)
- Në kujtim të brezave (1997)
- Shefqet Muka-“Mësues i Popullit” (1997)
- Metodologjia e mësimdhënies (2004)

## Tytuły
W 1993 roku został uhonorowany tytułem Zasłużonego Nauczyciela (Mësues i merituar).